# Cao Ly U Vương
Cao Ly U Vương (Hangul: 고려 우왕; chữ Hán: 高麗 禑王; 25 tháng 7 năm 1365 – 31 tháng 12 năm 1389, trị vì 1374 – 1388) là quốc vương thứ 32 của Cao Ly. Ông có tên húy là Mưu Ni Nô (모니노; 牟尼奴).

## Thân thế
Theo sử sách, U Vương là con trai của Cung Mẫn Vương và thị thiếp Ban Nhã (반야), một tỳ nữ của Tân Đôn (신돈). Tân Đôn là một nhà sư, cũng là thầy học và là quân sư của Cung Mẫn Vương, về sau bị chính học trò của mình xử tử (1371).
Ban đầu, Cung Mẫn Vương không công nhận U Vương là con ruột của mình và từ chối đặt tên cho ông. Vì vậy, Tân Đôn đã đặt tên cho U Vương là Mưu Ni Nô (tức "Người hầu của đức Phật"). Do xuất thân gây tranh cãi, ông sống ngoài cung.
Năm 1371, sau cái chết của Tân Đôn, Mẫn Vương cho triệu ông vào cung, thừa nhận ông là con của mình, phong U Vương làm Thế tử và đổi tên thành U (우). Ông được giao cho một cung nhân họ Hàn nuôi dưỡng, về sau được truy phong là Thuận Tĩnh Vương hậu (순정왕후; 顺静王后).
Năm 1374, một tướng binh và quan cấp cao là Lý Nhân Nhậm (이인임) đã hành thích Cao Ly Cung Mẫn Vương và đưa U Vương lên ngôi.

## Quan hệ căng thẳng với nhà Minh
Căng thẳng đối với mối quan hệ cốt yếu này đã lại xảy ra vào năm 1388, khi nhà Minh tuyên bố ý định muốn lập một chốt chỉ huy trên tuyến đường Ch'ollyeong tại cực nam của đồng bằng Hamgyong.
Chỉ huy quân binh cấp cao của Cao Ly là tướng Thôi Oánh (Choe Yeong), đã tham khảo ý kiến của Lý Thành Quế (Yi Seonggye) và quyết định rằng để giảm mối đe dọa từ nhà Minh, họ sẽ phải loại bỏ tất cả các phe phái chống Minh ra khỏi quyền lực tại kinh đô Khai Thành (Kaesong). Thôi, dưới sự hỗ trợ của Lý đã loại bỏ Lý Nhân Nhậm và phe nhóm của ông bằng một cuộc binh biến, và họ Thôi nắm quyền kiểm soát triều đình.

## Phế truất
Có một ý thức ngày càng tăng tại Khai Thành về việc Cao Ly cần có các hành động chống lại Minh, và các thân cận của U Vương cuối cùng đã cho tấn công quân Minh. Chống lại các phản đối và truyền thống không xâm lược láng giềng, U Vương còn đi xa hơn khi kiên quyết tấn công sang đất Trung Quốc. Năm 1388, tướng Lý Thành Quế nhận lệnh dùng quân đội của mình để đẩy lui quân Minh khỏi bán đảo Triều Tiên. Nhận ra sức mạnh của quân Minh khi chạm trán ở sông Áp Lục, Lý Thành Quế đã có một quyết định lịch sử là quay về kinh đô và nắm quyền kiểm soát triều đình thay vì tan nát dưới tay quân Minh.
Ông trở lại Khai Thành sau khi chế ngự các cấm quân và loại bỏ (sau đó giết chết) Thôi Oánh. U Vương bị ép thoái vị và người con trai của ông là Cao Ly Xương Vương lên ngôi, song chỉ một năm sau cả hai đều bị đầu độc.
U Vương là vị vua duy nhất trong lịch sử Cao Ly chưa từng có thụy hiệu.

## Gia thất
- Cha: Cao Ly Cung Mẫn Vương
- Mẹ đẻ: Thị thiếp Ban Nhã (반야/般若; ? – 1376), nô tỳ của Tân Đôn.
- Mẹ nuôi: Thuận Tĩnh Vương hậu Hàn thị (순정왕후/顺静王后), được truy phong Vương hậu, táng tại Ý lăng (懿陵).
- Phi tần:
  1. Lý Cẩn phi (이근비/李謹妃), con gái của Lý Lâm (李琳).
    1. Cao Ly Xương Vương (고려 창왕; 1381 – 1389)

  2. Thôi Ninh phi (최영비/崔宁妃), con gái của Thôi Oánh (崔莹).
  3. Lỗ Nghị phi (노의비/毅妃鲁)
  4. Thôi Thục phi (최숙비/崔淑妃)
  5. Khương An phi (강안비/安妃姜)
  6. Thân Chinh phi (신정비/申正妃)
  7. Tào Đức phi (조덕비/曹德妃)
  8. Vương Thiện phi (왕선비/王善妃)
  9. Yên Hiền phi (안현비/安贤妃)
  10. Hòa Thuận Ông chúa (화순옹주/和顺翁主)
  11. Minh Thuận Ông chúa (명순옹주/明顺翁主)
  12. Ninh Thiện Ông chúa (영선옹주/宁善翁主)